# Virginia Lee
Virginia Lee (* 6. April 1965 in Sydney) ist eine ehemalige australische Leichtgewichts-Ruderin.  
Die internationale Karriere von Virginia Lee kann man in drei Phasen gliedern. Bei den Weltmeisterschaften 1986 und 1987 belegte sie mit dem australischen Leichtgewichts-Vierer ohne Steuerfrau den vierten Platz. Danach war sie international mehrere Jahre nicht dabei. 
Ihr erstes Comebeck fand bei den Weltmeisterschaften 1992 in Montreal statt, der australische Leichtgewichts-Vierer ohne Steuerfrau gewann den Titel. Im Jahr darauf belegte der Vierer den vierten Platz bei den Weltmeisterschaften 1993. 1994 wechselte Virginia Lee zum Skullrudern, bei den Weltmeisterschaften 1994 belegte sie im Leichtgewichts-Doppelzweier den siebten Platz. Im Jahr darauf verbesserte sich Virginia Lee auf den vierten Platz bei den Weltmeisterschaften 1995. Bei der olympischen Premiere des Leichtgewicht-Ruderns 1996 in Atlanta trat Virginia Lee zusammen mit Rebecca Joyce an, die beiden gewannen die Bronzemedaille hinter den Booten aus Rumänien und den Vereinigten Staaten. 
Nach zwei Jahren Pause trat Virginia Lee 1999 zusammen mit Sally Newmarch bei den Weltmeisterschaften an und gewann wie 1996 Bronze hinter den Rumäninnen und den US-Ruderinnen. Bei den Olympischen Spielen 2000 vor heimischem Publikum in Sydney erreichten Lee und Newmarch den vierten Platz mit fast sechs Sekunden Rückstand auf die Drittplatzierten.